# InterCity 125
O InterCity 125 (ou High Speed Train, HST) foi a denominação para os trens de alta velocidade movido a diesel da British Rail, desenvolvido durante a década de 1970. Os trens foram o primeiro serviço de alta velocidade na Europa, operando serviços expressos entre o norte e o Sul da Grã-Bretanha, com velocidades de 200 km/h. Este trem detêm o título de trem movido a diesel mais rápido do mundo, quando atingiu 238 km/h em 1987.
|  |

## Histórico
Durante a década de 70, a British Rail (empresa estatal de caminhos de ferro britânica) realizavam testes parea introduzir a nova tecnologia de alta velocidade no Reino Unido, sendo construídos dois modelos básicos do que seriam os futuros "trens Bala" ingleses. O primeiro, movido à turbina a gás era o Advanced Passenger Train, conhecido como APT-E (E de Experimental) realizaram testes com velocidades máximas de 250 km/h, utilizando a tecnologia pendular que permitia que o trem viajasse a velocidades superiores em trilhos comuns. O segundo, era conhecido com HST (British Rail class 252) simplesmente High Speed Train (Comboio de alta velocidade) movido a diesel. Esse foi o protótipo do que viria a ser o Intercity 125. Com o passar dos anos o APT se tornou elétrico, e o IC125 recebeu uma nova "cara". Após os testes como o HSTS Prototype, os trens de série começaram a ser construídos, sendo que o primeiro serviço parcial ocorreu em outubro de 1977, e entrou em pleno serviço em 1979.
Os trens são compostos por duas locomotivas British Rail Class 43 e 7 ou mais vagões Mark III. Durante um teste, o trem atingiu a velocidade de 238 km/h, batendo o recorde de velocidade mundial de um trem movido a diesel, fato que vigora até hoje.

## Atualmente

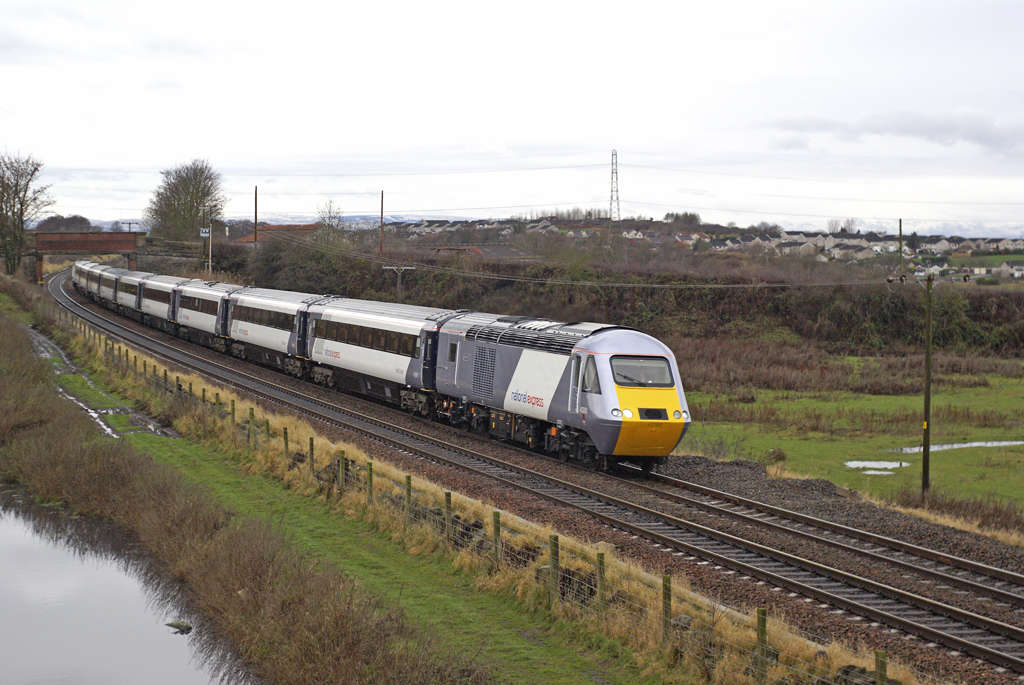
Um HST modernizado em serviços do National Express East Coast (2007).

Hoje muitos trens continuam em serviço em várias companhias diferentes. Após a privatização da British Rail durante os anos 90, muitas empresas surgiram operando no modelo franchise e ele continua operando na maioria delas. Há um plano para substituí-lo nos proximos anos, denominado Hitachi Super Express. Nos anos 2000 muitas unidades múltiplas a diesel com capacidade de rodar a 200 km/h surgiram. Eles parcialmente substituíram os InterCity 125, mas na prática apenas o suplantaram.